# Filostorgio
Filostorgio (en latín, Philostorgius; Borissus, Capadocia, c. 368 - c. 439) fue un historiador eclesiástico de tendencia arriana.

## Vida
Seguidor del arrianismo elaboró una Historia eclesiástica, inspiradora del Epítome de Focio. Su padre era un eunomiano que convirtió a toda la familia. A los veinte años, durante el reinado de Arcadio fue a Constantinopla para completar sus estudios. Conoció a Eunomio en Capadocia, lo que le influyó mucho.
Filostorgio es sin duda el erudito más sobresaliente de su época, como lo demuestran las numerosas digresiones de sus trabajos.

## Historia eclesiástica
Entre 425 y 433 compiló una Historia eclesiástica en doce libros, al principio del cisma arriano. La obra de Filostorgio, hoy desaparecida, parece que incluía múltiples detalles, especialmente curiosidades geográficas de Asia y África. Contaba de muchos prodigios, monstruos, milagros y otras maravillas.
En el epítome realizado por Focio, está el detalle particular por el que la visión de Constantino antes de la batalla de Puente Milvio — es decir, aquella donde le habría sido indicado de usar el signo de la cruz para vencer a Majencio — se habría dado de noche.
También es en esta obra, su Historia Eclesiástica, donde Filostorgio denuncia la implicación de Cirilo de Alejandría y sus seguidores en la ejecución de Hipatia.